# David Kariuki
David Kariuki (* 1976) ist ein kenianischer Marathonläufer.
2001 siegte er beim Košice-Marathon. Im Jahr darauf wurde er Sechster beim Dubai-Marathon und verteidigte seinen Titel in Košice mit seiner persönlichen Bestzeit von 2:12:40 h.
2005 gewann er den Taipei International Expressway Marathon, und 2006 wurde er Achter beim Alexander-der-Große-Marathon.
| Personendaten    | Personendaten               |
| ---------------- | --------------------------- |
| NAME             | Kariuki, David              |
| KURZBESCHREIBUNG | kenianischer Marathonläufer |
| GEBURTSDATUM     | 1976                        |